# Хајвуд (Монтана)
Хајвуд (енгл. Highwood) насељено је место без административног статуса у америчкој савезној држави Монтана.

## Демографија
По попису из 2010. године број становника је 176, што је 13 (-6,9%) становника мање него 2000. године.
| Група             | 2000.       | 2010.       |
| Белци             | 184 (97,4%) | 168 (95,5%) |
| Афроамериканци    | 1 (0,5%)    | 0 (0,0%)    |
| Азијати           | 1 (0,5%)    | 1 (0,6%)    |
| Хиспаноамериканци | 1 (0,5%)    | 0 (0,0%)    |
| Укупно            | 189         | 176         |